# Linggar
Linggar is een bestuurslaag in het regentschap Bandung van de provincie West-Java, Indonesië. Linggar telt 12.019 inwoners (volkstelling 2010).